# Panasivka, Pidvolociîsk
Panasivka (în ucraineană Панасівка) este un sat în comuna Kolodiivka din raionul Pidvolociîsk, regiunea Ternopil, Ucraina.

## Demografie
Componența lingvistică a localității Panasivka
     Ucraineană (100%)
Conform recensământului din 2001, toată populația localității Panasivka era vorbitoare de ucraineană (100%).